# Red John
Red John is een personage uit de CBS-misdaad/dramaserie The Mentalist. Hij is een seriemoordenaar die mensen vermoordt in Californië, Nevada en Mexico. Vijf jaar voor de eerste aflevering vermoordde hij ook de vrouw en dochter van de hoofdpersoon Patrick Jane.
In de laatste aflevering van seizoen 3, "Strawberries and Cream (Part 2)", slaagt Jane er aanvankelijk in om Red John te vinden en te doden. Een persoon die zich voordeed als Red John werd in die aflevering gespeeld door de Emmy- en Golden Globe Award-winnende acteur Bradley Whitford. Echter, in de eerste aflevering van seizoen 4, "Scarlett Ribbons", wordt duidelijk dat de persoon die Jane heeft gedood niet Red John is.
In de achtste aflevering van seizoen 6, "Red John" wordt de ware identiteit van Red John onthuld. Zijn echte naam is Thomas McAllister, een sheriff uit de tweede aflevering van seizoen 1. Patrick Jane vermoordt McAllistar en sluit hiermee het hoofdstuk Red John af. 

## Het gezicht en de andere handtekeningen
Als deel van Red Johns ritueel trekt hij een smiley met het bloed van het slachtoffer, met de wijzers van de klok mee. Hij gebruikt drie vingers van zijn rubberen keukenhandschoen.
Patrick Jane, de hoofdpersoon van de serie, zegt in de pilot-aflevering dat Red John zichzelf ziet als een showman, kunstenaar en dat hij een sterk gevoel heeft voor theater. Sprekend over de reden waarom Red John gezichten op de muur achterlaat benadrukt Jane: "... het eerste wat iemand ziet is het gezicht op de muur. Je ziet eerst het gezicht en je weet het. Je weet wat er gebeurd is en voelt angst, dan pas zie je het lichaam van het slachtoffer. Altijd in die volgorde." Hij gebruikt deze informatie om na-apers uit te kunnen sluiten.
Daarnaast heeft Red John twee keer de nagels van slachtoffers gelakt met hun eigen bloed. Beide slachtoffers waren vrouwen. De eerste was de vrouw van Patrick Jane om een persoonlijke klap aan Jane te geven voor wat Red John omschreef als laster in de media. Jaren later, wetende dat de zaak zou worden onderschept door het team van Jane bij het California Bureau of Investigation maakt Red John een tweede slachtoffer dat op dezelfde wijze is vermoord als zijn vrouw en dochter, hetgeen Jane woedend maakt en hem in een val lokt. Red John lakte de teennagels van een jong meisje genaamd Emma Plaskett.